# Godfrey Brown
Arthur Godfrey Kilner Brown (Bankura, 21 febbraio 1915 – Coneyhurst, 4 febbraio 1995) è stato un velocista e mezzofondista britannico, campione olimpico della staffetta 4×400 metri ai Giochi olimpici di Berlino 1936.

## Biografia

### Gioventù ed istruzione
Pur se nato in India, ben presto Godfrey Brown seguì la famiglia, originaria inglese, nella terra d'origine. Effettuò i primi studi alla scuola di Warwick. Decise quindi di frequentare i corsi di letteratura inglese e di storia all'Università di Cambridge. In seguito al conseguimento della laurea ottenne il ruolo professore di storia alla scuola di Bedford.

### La carriera atletica
Il talento atletico di Godfrey Brown, condiviso con la sorella Audrey e il fratello Ralph, si mostrò in tutte le distanze dalle 100 iarde (91 metri) fino al mezzo miglio. Fu in grado di vincere i Campionati nazionali (British AAA championships) per ben tre volte: nel 1936 e nel 1938 correndo le 440 iarde (400 metri), infine nel 1939 sulle 800 iarde (800 metri).

#### Ai Giochi olimpici di Berlino
In occasione delle Olimpiadi di Berlino del 1936, prendendo parte alla semifinale dei 400 metri, sua distanza preferita, Godfrey Brown fu battuto sul filo di lana dall'atleta statunitense Archie Williams, arrivando al secondo posto. Per l'occasione corse in 47,7 s, e stabilì il nuovo primato europeo sulla distanza, precedentemente appartenuto al connazionale Eric Liddell. Il record resistette fino al 1939, anno in cui fu ulteriormente abbassato dal tedesco Rudolf Harbig.
Brown poté consolarsi della sconfitta individuale portando i suoi compagni a vincere la medaglia d'oro della staffetta 4x400 metri, battendo la squadra statunitense, arrivata seconda (comunque senza Archie Williams).

#### Ai Campionati universitari
Il 1937 fu un anno d'oro per Godfrey Brown. Frequentando, allora ventiduenne, l'Università di Cambridge, poté prendere parte ai Campionati Universitari (antenati dell'attuale Universiade). Le medaglie d'oro conquistate dall'atleta furono ben tre: nei 400 m, e nella staffette 4x400 e 4x100 m.

#### Ai Campionati europei
L'ultima competizione internazionale di rilievo a cui Brown prese parte furono i Campionati europei, la cui seconda edizione si tenne nel 1938 a Parigi. Ancora una volta vinse la gara dei 400 metri piani, e in seguito salì sul podio in altre due occasioni: come secondo nella staffetta 4x400 e come terzo nella staffetta 4x100.

### Il ritiro dalle competizioni
Godfrey Brown si ritirò dalle competizioni poco prima dell'inizio della seconda guerra mondiale. Perché scarso di vista, fu esentato dalla leva militare, e poté rimanere in Inghilterra come preside alla scuola di Rochester. Con l'intensificarsi del conflitto si rifugiò prima a Lamberhurst e poi a Tauton.
Finita la guerra accettò il posto di preside alla Royal Grammar School di Worcester, carica che rivestì dal 1950 al 1978, anno della pensione. La morte arrivò all'età di 79 anni, nella città di Sussex.